# WTA Challenger de Honolulu
O WTA Challenger de Honolulu – ou Hawaii Open, na última edição – foi um torneio de tênis profissional feminino, de nível WTA 125K.
Realizado em Honolulu, nos Estados Unidos, estreou em 2016 e durou duas edições. Os jogos eram disputados em quadras duras durante o mês de novembro.
Nota: Devido à pandemia, os torneios Hawaii Open de 2020 e 2021 foram cancelados. A partir de 2022 o Hawaii Open passou a ser a Waikiki Cup

## Finais

### Simples
| Ano  | Campeã           | Vice-campeã   | Resultado     |
| ---- | ---------------- | ------------- | ------------- |
| 2017 | Zhang Shuai      | Jang Su-jeong | 0–6, 6–2, 6–3 |
| 2016 | Catherine Bellis | Zhang Shuai   | 6–4, 6–2      |

### Duplas
| Ano  | Campeãs                     | Vice-campeãs               | Resultado         |
| ---- | --------------------------- | -------------------------- | ----------------- |
| 2017 | Hsieh Shu-ying Hsieh Su-wei | Eri Hozumi Asia Muhammad   | 6–1, 7–63         |
| 2016 | Eri Hozumi Miyu Kato        | Nicole Gibbs Asia Muhammad | 36–7, 6–3, [10–8] |